# Álvaro Rubio Robles
Álvaro Rubio Robles (* 18. April 1979 in Logroño) ist ein ehemaliger spanischer Fußballspieler.

## Spielerkarriere

### Albacete
Schon in seiner ersten Saison als Profifußballer kam der aus der Jugend von Real Saragossa stammende Álvario Rubio bei Albacete Balompié in der Segunda División auf 17 Einsätze. Schon im Jahr darauf wurde er mit 34 Spielen unverzichtbarer Bestandteil der Mannschaft. In der Saison 2002/03 erreichte Albacete den Aufstieg in die erste Liga. Álvaro Rubio kam nun weniger zum Einsatz, aber immer noch mit jeweils mehr als 20 Spielen, durchaus regelmäßig. Der Verein hielt sich allerdings nur für zwei Jahre in der Primera División und musste 2004/05 schon wieder den Gang in Liga 2 antreten. In der folgenden Saison erkämpfte sich Álvaro Rubio seinen Stammplatz zurück und spielte insgesamt 36 Mal. Am Saisonende stand für den Verein ein enttäuschender 13. Platz.

### Valladolid
Im Sommer 2006 entschied sich Álvaro Rubio für einen Wechsel zu Real Valladolid aufgrund der besseren Perspektive. Auch dort hatte er einen Stammplatz im Mittelfeld und großen Anteil am Aufstieg seiner neuen Mannschaft. Für Valladolid gelangen ihm in dieser Saison seine ersten beiden Liga-Tore überhaupt. Auch in der Primera División war er im Mittelfeld des Aufsteigers unverzichtbar. In den Spielzeiten 2007/08 und 2008/09 sowie in der Hinrunde der Saison 2009/10 war er Stammspieler, ehe ihn eine Verletzung stoppte. Dadurch konnte er in der Rückrunde nicht mehr eingreifen und musste tatenlos zuschauen, wie sein Verein in die Segunda División abstieg. Dort feierte er am ersten Spieltag der Saison 2010/11 sein Comeback und ist wieder Stammspieler der Mannschaft.

## Erfolge
- 2002/03 – Aufstieg in die Primera División mit Albacete Balompié
- 2006/07 – Aufstieg in die Primera División mit Real Valladolid